# Jorge Nuño Lara
Jorge Nuño Lara (Naucalpan de Juárez, Estado de México; 4 de diciembre de 1974) es un economista y funcionario mexicano. Fue secretario de Infraestructura, Comunicaciones y Transportes durante el gobierno de Andrés Manuel López Obrador entre 2022 y 2024.
Entró al servicio público en 2000 donde desempeñó cargos menores en la Instituto Nacional de Estadística y Geografía, la Secretaría de Energía y la Secretaría de Hacienda y Crédito Público. Se desempeñó como subsecretario de Infraestructura de 2021 a 2022, hasta que asumió como secretario de Infraestructura, Comunicaciones y Transportes para suceder a Jorge Arganis Díaz Leal, quien renunció por mala salud.

## Trayectoria
Es licenciado en Economía por el Instituto Tecnológico Autónomo de México (ITAM).
Entre agosto de 2000 y junio de 2001 se desempeñó como subdirector en la Dirección General de Contabilidad Nacional, Estudios Socioeconómicos y Precios del Instituto Nacional de Estadística y Geografía. Entre 2001 y 2013 trabajó como subdirector y director de área en la  Dirección General de Información y Estudios Energéticos de la Secretaría de Energía (SENER). Entre 2009 y 2013 fue director de Proyectos de Hidrocarburos en la Unidad de Inversiones de la Secretaría de Hacienda y Crédito Público (SHCP). Entre el 1 de diciembre de 2018 y el 31 de marzo de 2021 fue el titular de la Unidad de Inversiones de la Subsecretaría de Egresos de la SHCP.

### Secretaría de Infraestructura, Comunicaciones y Transportes
El 1 de abril de 2021 fue designado como titular de la subsecretaría de Infraestructura de la Secretaría de Infraestructura, Comunicaciones y Transportes. Durante su administración terminó de despachar los últimos pendientes administrativos por la inauguración de la Línea 3 del Tren Eléctrico Urbano de Guadalajara el 12 de septiembre de 2020 y supervisó la construcción del Tren Interurbano de Pasajeros Toluca-Valle de México y el Ramal Lechería-AIFA en la ampliación del Sistema 1 del Ferrocarril Suburbano de la Zona Metropolitana del Valle de México en el .
El 7 de noviembre de 2022 el secretario de Gobernación Adán Augusto López anunció que Nuño Lara asumiría como encargado del Despacho de la Secretaría de Infraestructura, Comunicaciones y Transportes para suceder a Jorge Arganis Díaz Leal quien se separaba temporalmente de su cargo por motivos de salud. No obstante, dos días después del 9 de noviembre, el presidente López Obrador anunció que Díaz Leal no regresaría al cargo debido a la gravedad de su enfermedad, y que Nuño Lara lo sucedería ya no como encargado del Despacho. Finalmente, el 15 de noviembre del mismo año asumió plenamente como secretario de Infraestructura, Comunicaciones y Transportes.